# Triumph Model H
Het Triumph Model H (ook wel Type H genoemd) was een motorfiets die het Britse merk Triumph produceerde van 1914 tot 1924.

## Voorgeschiedenis
Triumph had al in 1902 de eerste stappen op motorfietsgebied gezet met gemotoriseerde fietsen met inbouwmotoren van Minerva en later ook van JAP en Fafnir. In 1905 kwam de eerste eigen motor in het 300cc-Triumph 2½ HP Model. Dit motorblok werd in de jaren daarna vergroot tot 363 cc in het 3 HP Model, 500 cc in de 3½ HP-modellen en 550 cc in de 4 HP-modellen. Deze machines hadden aanvankelijk geen koppeling of versnellingen. Dat betekende dat de motor bij elke stop afsloeg en opnieuw moet worden aangefietst. Vanaf ca. 1907 konden klanten tegen bijbetaling kiezen voor een free engine hub, een koppeling in de achterwielnaaf waardoor de motor niet meer afsloeg en ook een door Sturmey-Archer ontwikkelde drieversnellingsnaaf in het achterwiel. Vanaf 1911 begon Triumph met deze eenvoudige systemen toch wel achter te lopen bij een aantal concurrenten. Tijdens de TT van Man van 1911 gebruikten enkele merken al verstelbare aandrijfpoelies, zoals de Zenith Gradua Gear en de Rudge Multigear, maar AJS, Douglas, Indian en Scott hadden echte versnellingsbakken met twee of drie versnellingen ontwikkeld, die al snel voor gewone klanten op de markt kwamen. Hoewel Triumph een goede naam op het gebied van constructie en betrouwbaarheid had opgebouwd, werd het tijd om een echte koppeling en versnellingsbak te introduceren.

## Triumph Model H

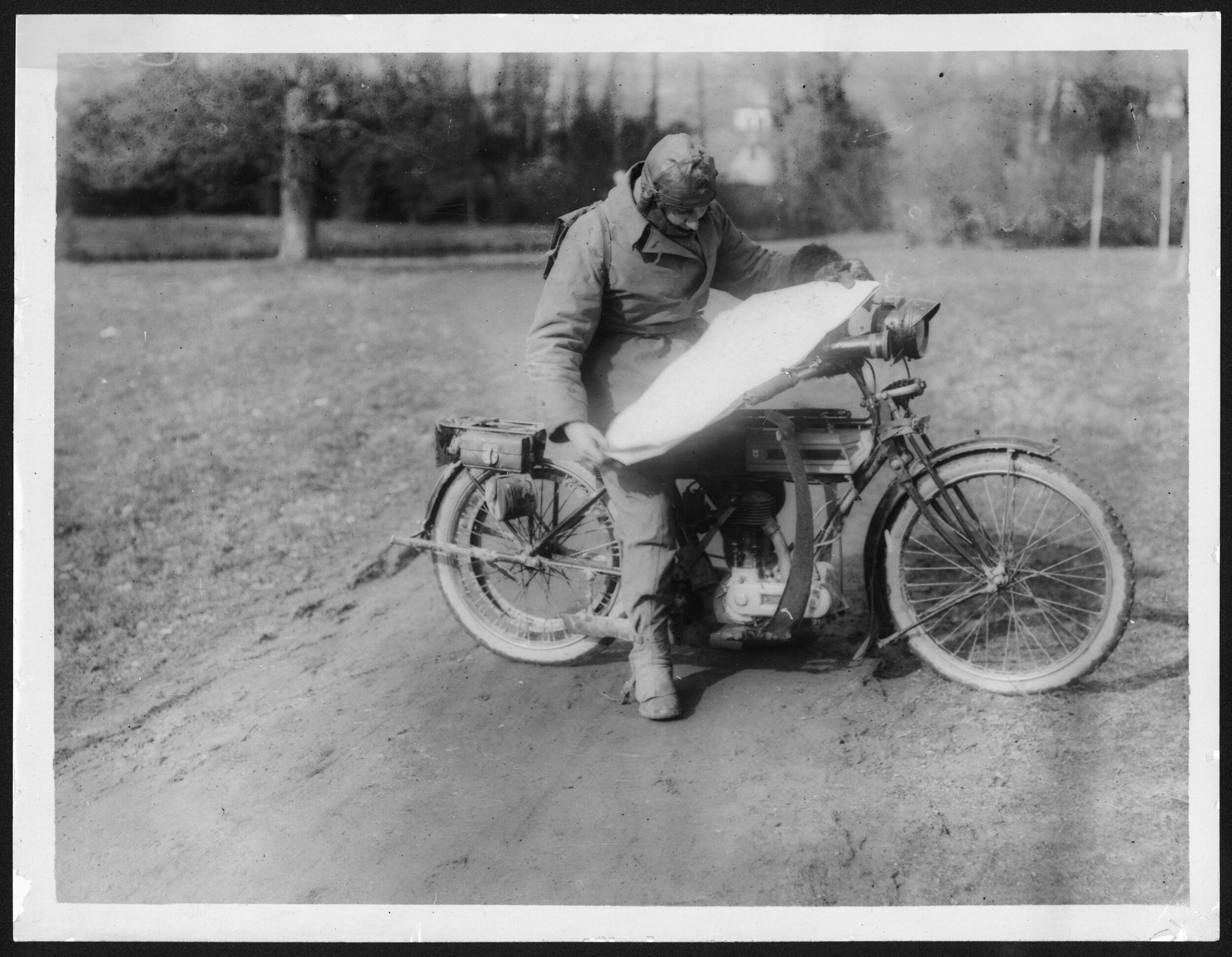
Britse motorordonnans tijdens de Eerste Wereldoorlog.

Hoewel de 4 HP-modellen pas in 1914 werden geïntroduceerd, verscheen in december van dat jaar al het Triumph Model H. Het kwam pas in februari 1915 op de markt en het grootste deel van de productie werd meteen aan het War Department verkocht om ingezet te worden als ordonnancemotor in de Eerste Wereldoorlog. Het Britse leger nam ongeveer 17.000 machines af, maar met de overige geallieerde strijdkrachten (o.a. Frankrijk en het Russische keizerrijk) werden ongeveer 30.000 militaire Model H's verkocht. Omdat Triumph al sinds 1910 de slogan "Trusty Triumph" gebruikte, verwierf het Model H in de oorlog de bijnaam "The Trusty". Het enige probleem dat de machine kende was de neiging van de voorvork om in ruw terrein te breken. Militaire motorrijders voorkwamen dit door een leren riem om de vork te spannen. Aan het einde van de oorlog werd een aantal nog niet gebruikte militaire Model H's in Slough als civiele motorfiets verkocht, maar Triumph nam ook een deel van de gebruikte militaire motorfietsen terug om ze op te knappen en tot 1921 te verkopen. In 1922 werd het model licht gewijzigd, onder meer met een zeer fors U-vormig voorspatbord.

### Motor
Ten opzichte van de 4 HP-serie was de motor gewijzigd. In plaats van een nokkenwiel voor elke klep had het Model H slechts een nokkenwiel met twee nokken. Verder waren er geen belangrijke verschillen. De boring was 85 mm, de slag 97 mm en de cilinderinhoud bedroeg 550,4 cc. De ontsteking werd verzorgd door een magneet, die vanaf het nokkenwiel rechts van het blok door een kettinkje werd aangedreven. De machine had total loss smering met de motorolie in een apart compartiment van de benzinetank, ingespoten met een handpompje.

### Transmissie
De transmissie was de belangrijkste wijziging ten opzichte van het 4 HP Model. Het Model H werd vanaf de krukas aangedreven door een ketting, had een meervoudige droge plaatkoppeling en een Sturmey-Archer-drieversnellingsbak met kickstarter. De aanfietsketting met pedalen was derhalve verdwenen. De secundaire aandrijving verliep nog steeds met een riem, die toen nog meer vertrouwen genoot dan een ketting. De schakelpook zat eerst rechtstreeks op de versnellingsbak, maar in 1920 kwam de pook onder het zadel te zitten en werd de versnellingsbak via een stangenstelsel bediend.

### Rijwielgedeelte
Het Model H had een open brugframe met de motor als dragend deel. De voorvork was een girder-achtig exemplaar met een centrale, horizontale veer die de vork naar voren en naar achteren liet bewegen. Ze was ongedempt. De vering aan de achterkant bestond uit de veren onder het Brooks-zweefzadel. In het voorwiel zat een velgrem, achter een belt rim brake op de poelie van de aandrijfriem.

## Einde productie
De productie van het Model H eindigde in 1923. De riemaandrijving raakte uit de mode nu de kettingen steeds betrouwbaarder werden. Triumph had in 1920 al het Model SD met volledige kettingaandrijving uitgebracht.

## Afbeeldingen

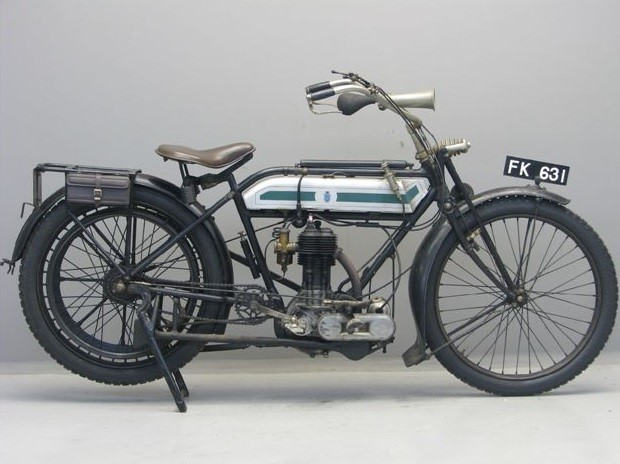
De voorganger Triumph Type C 4 HP
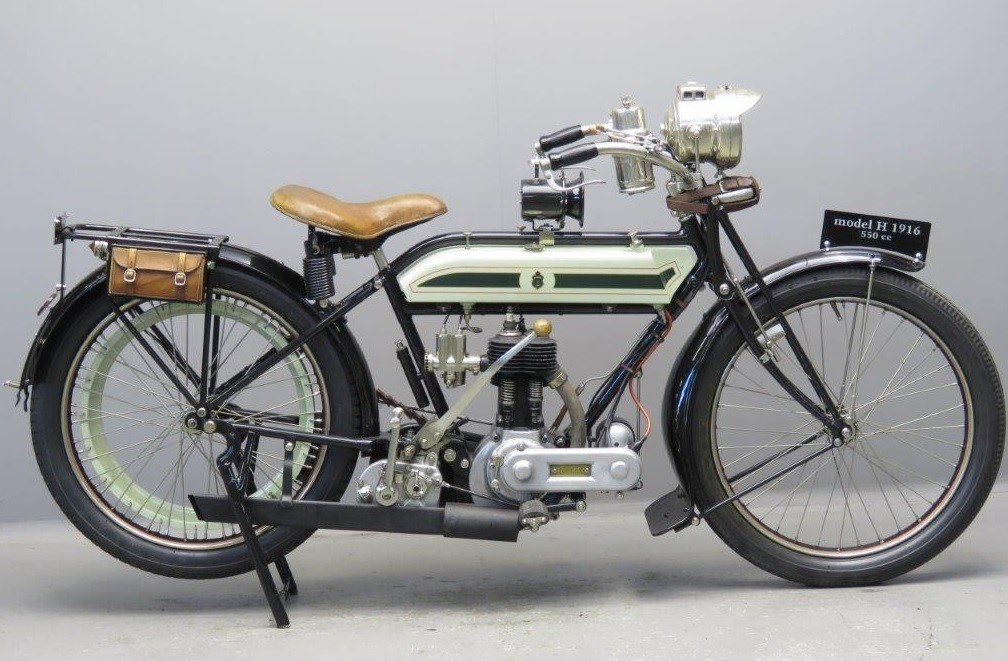
Ook deze specifieke machine is als militaire motorfiets gebruikt. In de Powell & Hanmer-carbidlamp staan de letters "WD" (War Department).
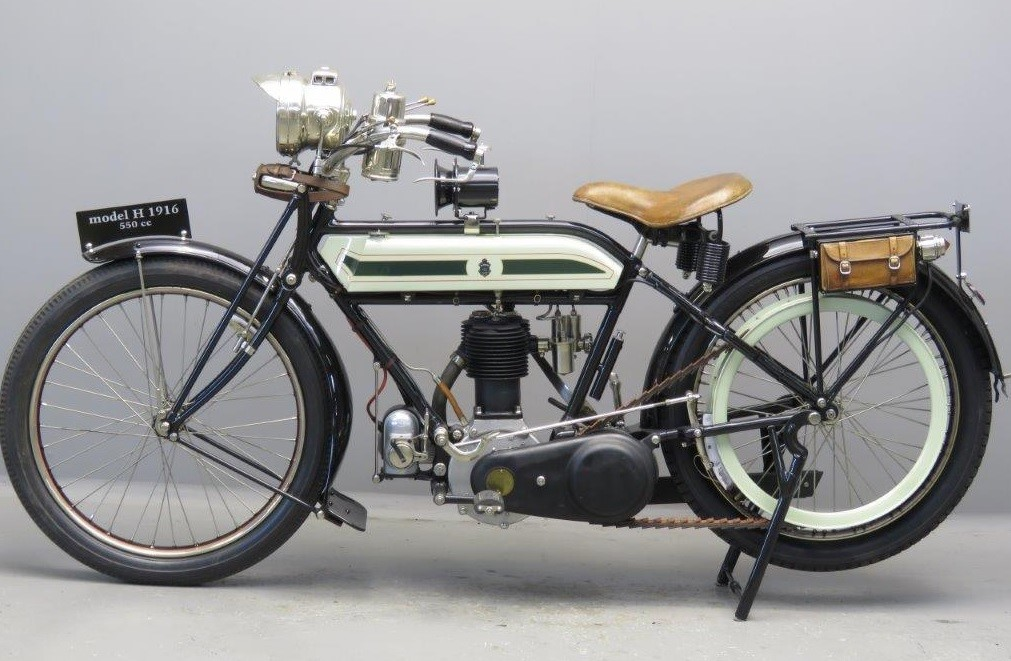
Aan de linkerkant zat de chain-cum-belt drive (primaire aandrijving met een ketting, secundaire aandrijving met een riem).

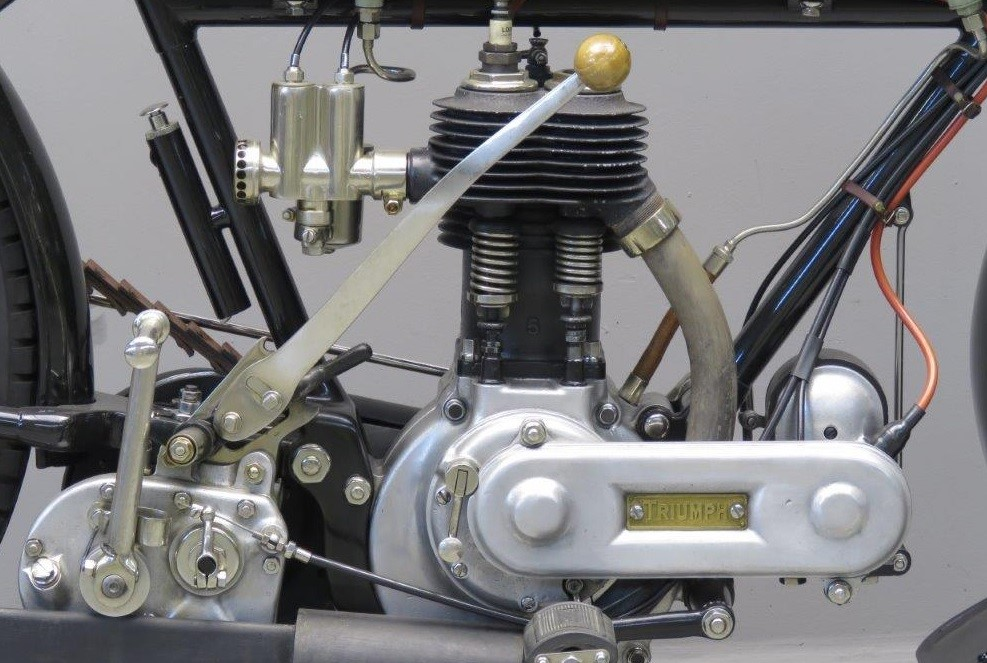
De rechterkant van de motor met de aandrijving van de ontstekingsmagneet, de beide kleppen en de drieversnellingsbak met kickstarter.
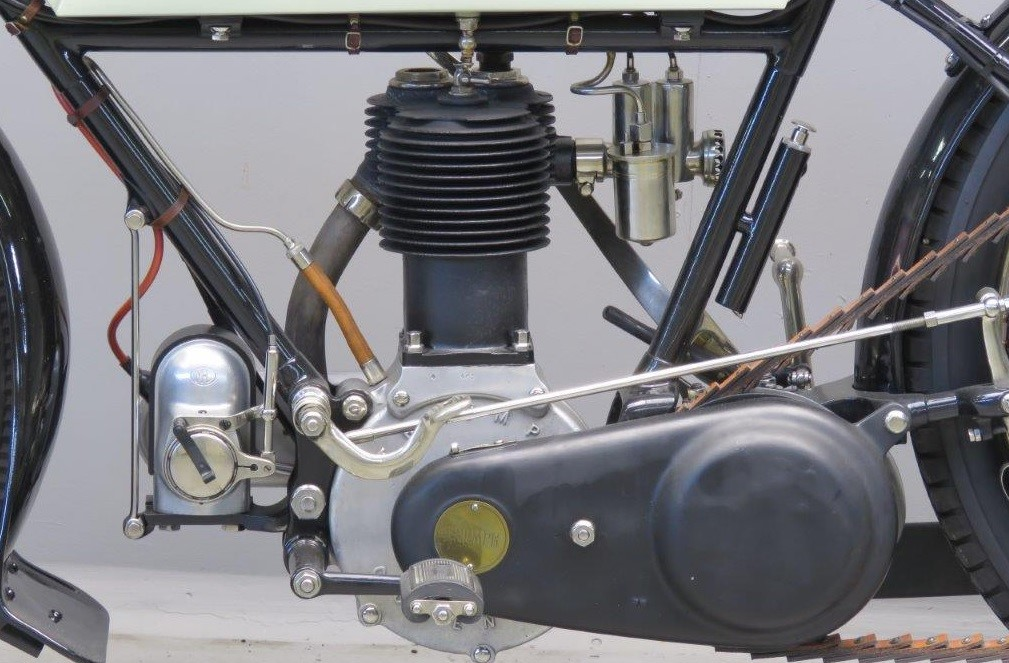
De linkerkant van de motor met de ontstekingsmagneet, het rempedaal en de aluminium kettingkast voor de primaire aandrijving.
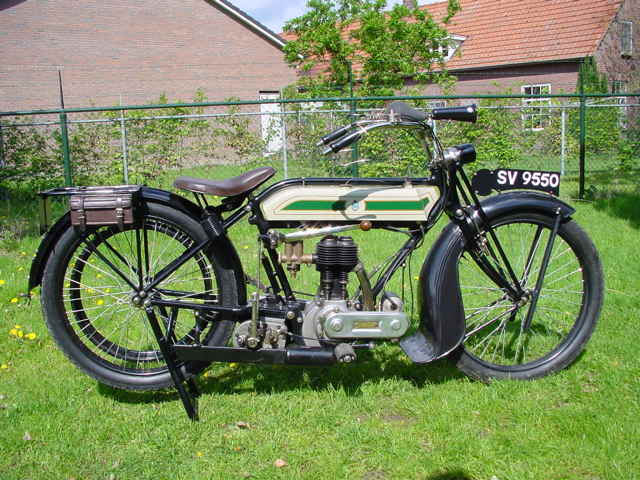
De modellen van 1922 en 1923 hadden een dieper voorspatbord met een "flap" om het regenwater van de benen van de berijder af te leiden. De schakelhefboom zat naast de benzinetank.
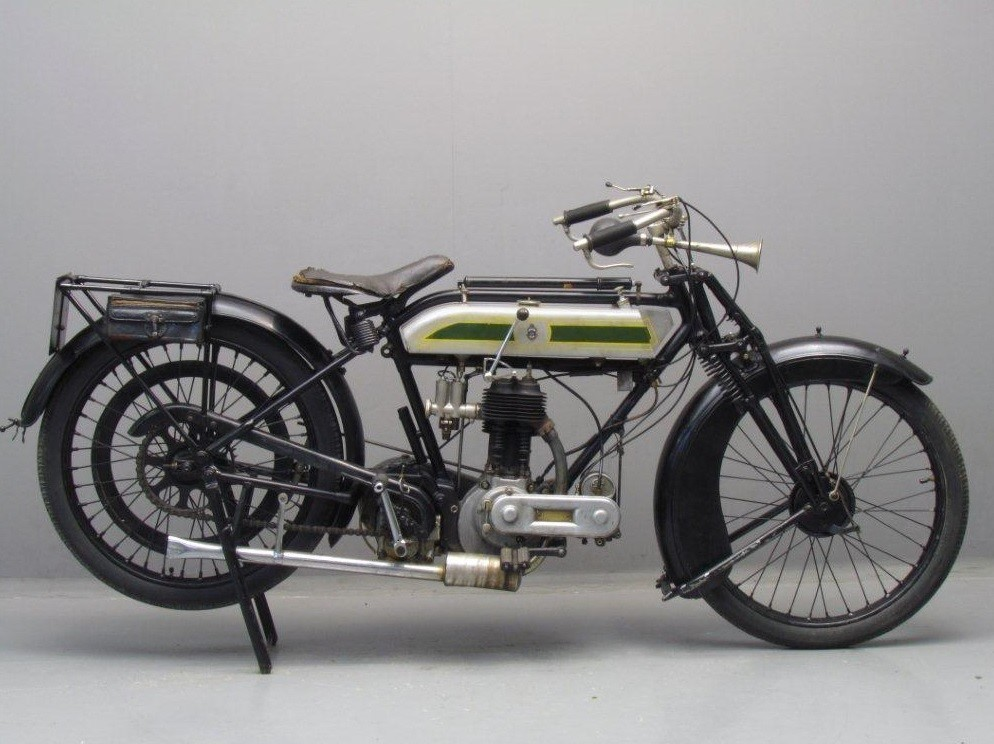
Het Triumph Model SD verscheen al in 1920 en had volledige kettingaandrijving.